# 武士桑風
武士 桑風（たけし そうふう、1913年〈大正2年〉8月13日 - 2008年〈平成20年〉12月17日）は、日本の書家。本名、今治（いまじ）。

## 経歴
群馬県佐波郡上陽村（現・玉村町）に生まれる。群馬県師範学校卒。教員となり県内で勤めた後、1939年に上京し都内の小中学校で教壇に立った後1973年に退職。書道は半田神来・比田井神来に師事、前衛書道（墨象）の分野で新境地を開拓する。戦後いち早く毎日書道展等の設立に参加し、現代書作家協会代表、全日本書道連盟顧問などを務めた。

## 年譜
- 1913年 - 群馬県佐波郡玉村町飯塚[要出典]に生まれる。
- 1931年 - 半田神来に師事[2]。
- 1933年 - 群馬県師範学校卒業[1]。
- 1935年 - 比田井天来に師事[2]。
- 1937年 - 第1回大日本書道院展特選[2]。2回展、3回展連続特選。
- 1938年 - 大澤雅休の平原社（平原会）に参加[2]。
- 1945年 - 日本書道美術院創立に参加[2]。2回展審査員。
- 1948年 - 毎日書道展の創設に参加[2]。3回展審査員、30回展まで役員。書道芸術院創立。創立展から20回展まで審査員・役員[4]。
- 1952年 - 書道展として初の海外展であるニューヨーク近代美術館展。
- 1968年 - 現代書作家協会創立、代表となる[4][2]。
- 2008年 - 肺炎で死去。

## 作品
- 神話
- 龍神伝説
- 『天駈ける太陽（ザ・サン）』（ギリシャ神話より）1952年
- 『ねがい』 1956年
- 『「和」の集合』 1969年